# Tùng La hán lá ngắn
Tùng La hán lá ngắn hay còn gọi thông tre lá ngắn (danh pháp khoa học Podocarpus brevifolius) là một loài thực vật hạt trần trong họ Thông tre. Loài này được (Stapf) Foxw. miêu tả khoa học đầu tiên năm 1911. Chỉ được tìm thấy chúng ở Malaysia. 